# Lydia Foy
Lydia Foy (Ierse midlands, 23 juni 1947) is een Ierse transgendervrouw die bekend is vanwege haar jarenlange juridische strijd voor de erkenning van transgenders in Ierland. In 1992 onderging Foy een geslachtsveranderende operatie en begon haar meer dan 20 jaar durende strijd om haar genderidentiteit in haar geboorteakte te laten registreren. In 2007 oordeelde het Ierse Hooggerechtshof dat de relevante Ierse wetgeving in strijd is met het Europees Verdrag voor de Rechten van de Mens. In februari 2013 was de wetgeving nog niet aangepast en is Foy opnieuw de strijd aangegaan om de wetgeving aangepast te krijgen. Op 15 juli 2015 werd de Gender Recognition Bill 2014 aangenomen en in september 2015 werd deze van kracht.

## Jonge jaren en huwelijk
Foy is geboren in de Ierse midlands en opgegroeid als een jongen, met vijf broers en een zus, onder de naam Donal Mark. Vanaf jonge leeftijd heeft Foy een gevoel van 'vrouwelijkheid' gehad. Dit bleef tijdens haar middelbareschooltijd en ook tijdens haar studie. In 1971 is Foy afgestudeerd als tandarts en begon een praktijk.
In 1975 ontmoette Foy via een muziekvereniging Anne Naughton. Naughton is een acht jaar jongere secretaris uit Clara, County Offaly. In 1977 zijn ze getrouwd en ze kregen twee kinderen.
In 1990 verliet Foy de echtelijke woning en op 13 december 1991 werd het huwelijk ontbonden. In het begin had Foy een beperkte omgangsregeling met haar kinderen, die bij hun moeder woonden, maar in mei 1994 verbood de rechtbank het contact tussen Foy en haar kinderen.

## Transgender
In de tachtiger jaren begon Foy te lichamelijke en geestelijke problemen te ervaren, wat in augustus en september 1989 ertoe leidde dat Foy totaal instortte. Foy bezocht een psychiater, werd aangemerkt als transseksueel en kreeg een hormoonbehandeling voorgeschreven. Foy bezocht twee psychiaters in Engeland die haar diagnosticeerden als lijdend aan genderdysforie.
Foy begon aan het proces voor de geslachtsverandering van man naar vrouw, met ontharing, een borstvergrotende operatie, operaties aan haar neus en adamsappel en een operatieve ingreep in haar stem.. Op 25 juli 1992 onder ging Foy een onomkeerbare geslachtsaanpassende operatie. Hierbij werden de uiterlijke geslachtskenmerken verwijderd en een vulva gecreëerd. De Irish Eastern Health Board betaalde £ 3.000 als bijdrage in de kosten van deze ingreep.
Sindsdien leeft Foy als een vrouw. In november 1993 veranderde zij wettelijk haar voornamen, waarna ze een paspoort, rijbewijs, verzekeringsbewijs en oproepkaart kreeg met haar nieuwe naam. De wijziging van haar geslacht in het geboorteregister werd echter geweigerd.

## Eerste rechtszaak
In april 1997 nam Foy juridische stappen tegen de weigering van het bevolkingsregister om haar een nieuw geboortebewijs te verstrekken. Aangezien Foy werkloos was, werd ze bijgestaan door Free Legal Advice Centres. De grond van de klacht was dat de Ierse Births and Deaths Registration Act 1863 geen grond bood om uitsluitend op grond van biologische indicatoren ten tijde van de geboorte het geslacht te bepalen voor de registratie. Volgens Foy was zij geboren als een geslachtelijk gehandicapte vrouw en de fout bij de registratie van haar geslacht op haar geboortecertificaat was niet alleen beschamend voor haar, maar staat ook in de weg aan haar grondwettelijke rechten, nu het haar ontzegd wordt ooit met een man te trouwen.
In oktober 2000 kwam de zaak bij de High Court. Foys vroegere echtgenote en hun kinderen verzetten zich tegen het verzoek, waarbij zij aangaven dat toekenning een "negatief effect kon hebben op hun successierechten en andere rechten".
De uitspraak liet bijna twee jaar op zich wachten, totdat rechter Liam McKechnie op 9 juli 2002 het verzoek van Foy afwees. Zijn motivering was dat er medisch en wetenschappelijk bewijs was dat Foy als man geboren is en dat daarom de inschrijving niet veranderd kon worden. McKechnie sprak tegelijkertijd zijn zorgen uit over de positie van transseksuelen in Ierland en deed een dringend beroep op de Ierse overheid om deze kwestie te bekijken.

## Tweede rechtszaak
Twee dagen na deze uitspraak van de Ierse High Court deed het Europees Hof voor de Rechten van de Mens in Straatsburg een uitspraak in een vergelijkbare zaak (Goodwin & I v Verenigd Koninkrijk). Christine Goodwin, een Britse transseksueel, had geclaimd dat de weigering van de Britse overheid om haar geboortecertificaat te wijzigen en haar als vrouw te laten trouwen in strijd was met het Europees Verdrag voor de Rechten van de Mens. Het Hof bepaalde dat de Britse overheid hiermee in strijd met de artikelen 8 en 12 van dit verdrag handelde. In reactie hierop werd in het Verenigd Koninkrijk de Gender Recognition Act 2004 aangenomen, waarin juridische erkenning van transseksuele personen in hun nieuwe of verworden gender werd geregeld en de uitgifte van nieuwe geboortecertificaten met vermelding van dit gender.
In 2005 werd de Foy-zaak door het Ierse Hooggerechtshof naar de High Court terugverwezen voor verdere behandeling.
In de tussentijd had Ierland de European Convention on Human Rights Act 2003 aangenomen om het Europees Verdrag voor de Rechten van de Mens verder te verwerken in de Ierse wetten. Op basis van deze wet verzocht Foy in november 2005 nogmaals om een nieuw geboortecertificaat en toen dit werd afgewezen, startte ze in januari 2006 een nieuwe zaak bij de High Court onder verwijzing naar de Goodwin-uitspraak van het Europees Hof voor de Rechten van de Mens.
Dit verzoek werd samengevoegd met de eerdere zaak en de zaak werd opnieuw behandeld door mr. McKechnie. Op 19 oktober 2007 oordeelde de High Court dat Ierland in strijd met het Europees Verdrag voor de Rechten van de Mens handelde en deed de eerste verklaring van onverenigbaarheid tussen de Ierse en de Europese wetgeving. Volgens mr. McKechnie zijn bepalingen van artikel 8 van het Verdrag die het recht van Foy op respect voor het privéleven beschermen, geschonden toen de staat er niet in slaagde "om te zorgen voor een 'betekenisvolle erkenning' van haar vrouwelijke identiteit". Mr. McKechnie sprak ook zijn frustratie uit over het nalaten door het Ierse bestuur om stappen te zetten ter verbetering van de positie van transseksuelen na zijn eerdere uitspraak in 2002.

## Uitwerking in de wet
Hoewel deze zaak in het parlement aandacht heeft gekregen, is er geen wetsvoorstel ingediend. De verklaring van onverenigbaarheid plaatst de landelijke wet niet buiten werking, maar legt bij de regering een opdracht neer om de Ierse wet opnieuw te bekijken in het licht van de Europese wetgeving.
Op 5 januari 2009 stelde Thomas Hammarberg, de Commissaris voor de Rechten van de Mens, ten aanzien van de transseksuele gemeenschap en Foy in het bijzonder dat "There is no excuse for not immediately granting this community their full and unconditional human rights."

## Bestuurlijke omkeer
Nadat zij in eerste instantie tegen de uitspraak van 2007 in beroep is gegaan, besloot de Ierse regering op 21 juni 2010 dit beroep in te trekken en een interdepartementale commissie op te tuigen voor de wettelijke erkenning van transseksuelen. Het rapport van deze Adviesgroep Gendererkenning verscheen in juli 2011 en adviseerde wetgeving ter erkenning van transseksuelen. 
Bij het uitbrengen van het rapport zei Joan Burton, de toenmalige Minister for Social Protection dat de regering zo spoedig mogelijk wetswijzigingen zou voorstellen voor de erkenning van genders maar in februari 2013 waren deze voorstellen niet ingediend.

## Derde rechtszaak
Op 27 februari 2013 maakte Free Legal Advice Centres bekend dat zij, Foy vertegenwoordigend, opnieuw een zaak bij de Ierse High Court had ingediend, waarin zij verzocht de regering op te dragen gevolg te geven aan de uitspraak van mr. McKechnie uit 2007 en om haar toe te staan een nieuw geboortecertificaat te krijgen dat haar vrouwelijke identiteit aangeeft.

In juni 2014 werd een wet ter erkenning van genders aangekondigd en in september 2014 kondigde de regering aan dat het voorstel voor het einde van het jaar zou worden ingediend. Het wetsvoorstel werd op 19 december 2014 ingediend. Op 15 juli 2015 werd de Gender Recognition Bill 2015 met grote meerderheid aanvaard door beide kamers van de Oireachtas en president Michael D. Higgins tekende de wet op 22 juli 2015. Ierland heeft alle biologische criteria uit de procedure voor de erkenning van gender verwijderd. Op 8 september 2015 werd de wet van kracht.

## Andere verdiensten
In 1997 kweekte Foy 's werelds grootste Vingerhoedskruid in haar tuin, met een hoogte van 3,29 meter.
In 2011 was Foy onderwerp van een documentaire op RTÉ Radio 1 onder de titel My name is Lydia Foy.